# Пјан Кверчето (Кјети)
Пјан Кверчето (итал. Pian Querceto) је насеље у Италији у округу Кјети, региону Абруцо.
Према процени из 2011. у насељу је живело 48 становника. Насеље се налази на надморској висини од 297 м.